# Тэзз
Питер Сенерчиа (англ. Peter Senercia, род. 11 октября 1967, Бруклин, Нью-Йорк) — американский радиоведущий, бывший рестлер и комментатор, наиболее известный под именами Тэз (англ. Taz) и Тэзз (англ. Tazz). В настоящее время выступает в All Elite Wrestling в качестве комментатора и менеджера.
Он известен по своей работе в Extreme Championship Wrestling (ECW), где он был двукратным чемпионом мира в тяжелом весе, двукратным телевизионным чемпионом мира, трехкратным командным чемпионом мира, двукратным (и первым в истории) чемпионом FTW в тяжелом весе, и четвёртым чемпионом Тройной короны ECW.
Его карьера в World Wrestling Federation/Entertainment (WWF/E) в качестве рестлера закончилась в 2002 году, после чего он перешел на роль комментатора, которую продолжал выполнять до истечения контракта с WWE в апреле 2009 года. Два месяца спустя Сенерчиа дебютировал в Total Nonstop Action Wrestling, где работал до 2015 года.

## Карьера в реслинге

### NWA Eastern / Extreme Championship Wrestling (1993—1999)

#### Ранние годы и травма (1993—1995)
Выступая под именем Тэзманьяк, Сенерчиа дебютировал в филадельфийском промоушене Eastern Championship Wrestling (ECW) в октябре 1993 года на шоу NWA Bloodfest. Вместе с Джо Четти (братом Криса Четти) он сформировал команду под названием «Тэзманьяки». Когда эта команда распалась, его взяли в другую команду с Кевином Салливаном, с которым он дважды выигрывал командное чемпионство. Во время своего второго чемпионство с Салливаном, Тэзманьяк стал двойным чемпионом, когда он также выиграл телевизионное чемпионство в марте 1994 года. Большую часть оставшегося года он выступал в командном дивизионе, объединяясь с разными партнерами. Он ещё раз удерживал титул, на этот раз с Сабу, пока Сабу не был уволен владельцем ECW Полом Хейманом за неявку на мероприятие в пользу гастролей по Японии с New Japan Pro-Wrestling. В августе 1994 года Тэзманьяк участвовал в турнире за вакантный титул чемпиона мира NWA в тяжелом весе, проиграв Шейну Дагласу в четвертьфинале.
Тэзманьяк выбыл из строя из-за травмы на большую часть 1995 года. 20 июля во время матча команд 2 Колд Скорпио и Дин Маленко нанесли ему «Пайлдрайвер» и он не успел должным образом защититься. Как он объяснил в документальном фильме «Взлет и падение ECW»: «я приземлился прямо на лоб и просто отбросил всю шею назад, и всё». Травма шеи была настолько серьёзной, что, по словам Томми Дримера, персонал больницы не мог поверить, что он сам смог дойти до больницы. Хотя он не мог выступать, Пол Хейман продолжал платить ему по их устному соглашению, формируя лояльность между ними.

#### Восхождение (1995—1996)
После травмы шеи Тэз выступал вместе с братьями Штайнерами во время матчей с «Элиминаторами» и вступал в физический контакт с Джейсоном. На November to Remember Тэз стал хедлайнером и объединился с рефери Биллом Альфонсо. Работая в качестве специального рефери на матче Альфонсо с комиссаром ECW Тодом Гордоном, Тэз отказался считать до трех и напал на Гордона, а затем сделал отсчёт за Альфонсо. В своем послематчевом промо он заявил, что никто не заботился о нём, пока он был травмирован, и что всем было наплевать (хотя Хейман все ещё платил ему, по сюжету о нём забыли, а Альфонсо помогал ему прокормить семью). Он также был рассержен тем, что Сабу вернулся в тот же вечер.
Тэз вернулся на ринг 19 декабря 1995 года на Holiday Hell с новой внешностью и стилем рестлинга. В новом образе он был одет в черно-оранжевую форму и демонстрировал более физически интенсивный стиль борьбы на ринге, делая упор на борьбу на матах и суплексы (вдохновленный работой с братьями Штайнерами), которые комментатор Джоуи Стайлс окрестил «Тэзплексами», что дало ему прозвище «Человек-машина суплексов». Он также ввел свой коронный приём «Тэзмиссия», заставляя противников стучать по ковру, чтобы показать, что они не готовы продолжать матч (как в смешанных единоборствах), вместо того, чтобы кивнуть головой или сказать «да». Эта особенность вскоре была подхвачена другими компаниями по всей стране. Летом Тэз начал враждовать с Томми Дримером, объединившись с Брайаном Ли для противостояния Дримеру и Терри Горди, а затем Дримеру и «Доктору Смерть» Стиву Уильямсу. Таз также завязал дружбу с «Элиминаторами», основанную на взаимном уважении, и они иногда участвовали в его матчах. Перри Сатурн и Тэз были тренерами в школе рестлинга ECW «Дом хардкора». Некоторое время некоторые из учеников, включая Мако и Криса Четти, сопровождали Таза и Альфонсо на ринг в качестве группировки, известной как «Команда Тэза».
На November to Remember Тэз ворвался на ринг, прервал Стайлза и объявил, что будет «большое шоу в первом квартале нового года», по сути, сказав присутствующим фанатам, что первое PPV ECW уже на горизонте. На этом «большом шоу» он гарантировал, что Сабу наконец-то встретится с ним. Позже в тот же вечер он вышел, чтобы заставить Скорпио покинуть ринг, и разразился гневной тирадой, оскорбляя Боба Артеза и держа его в заложниках на ринге. Тэз потребовал, чтобы Сабу вышел и встретился с ним, и дважды даже подгонял толпу скандированием «Сабу, Сабу», чтобы заставить его выйти на ринг. Вышли несколько функционеров и рестлеров, свет погас, а когда он снова включился, Сабу был на ринге, напротив Тэза. Это был первый раз, когда они были вместе на ринге с начала 1995 года. Не успели они сцепиться, как свет снова погас.
Во время матча Сабу, в котором он вместе с Робом Ван Дамом противостоял «Элиминаторам» и «Гангстам» в трехстороннем матче, Тэз попытался напасть на своего бывшего партнера, но Ван Дам спас Сабу и был задушен в захвате в проходе. Из-за этого отвлечения Сабу получил «Тотальную ликвидацию», и его команда проиграла. Тэз также начал мини-вражду с Робом Ван Дамом, доминируя над ним в каждом матче, а также выбыл на короткое время, чтобы сделать операцию на травмированном плече. Когда закончился 1996 год и начался 1997 год, Тэз и Сабу продолжали пытаться достать друг друга, но без реального контакта.

#### Телевизионный чемпион мира (1997—1998)
В начале 1997 года антагонизм между Сабу и Тэзом усилился, когда Тэз напал на партнера Сабу, Роба Ван Дама, что стоило команде матчей с «Элиминаторами» и другими командами. В месяцы, предшествовавшие первому PPV ECW, Тэз душил низкоуровневых рестлеров приемом «Тэзмиссия», считая свои матчи второстепенными по сравнению с соперничеством с Сабу. Затем он выиграл ещё одну серию матчей с Ван Дамом, после чего встретился с Сабу на Barely Legal, где Таз победил его «Тэзмиссией», только после этого его менеджер Билл Альфонсо отвернулся от него и присоединился к Сабу и его партнеру Робу Ван Даму. В ответ Тэз начал работать в команде с Крисом Кандидо, чтобы противостоять Сабу и Ван Даму.
Два месяца спустя на Wrestlepalooza Тэз проиграл Сабу в матче-реванше, что стало его первым поражением с 1995 года. Однако позже ночью он выиграл у Шейна Дагласа титул телевизионного чемпиона мира ECW и начал свое второе чемпионство. Он защищал титул против всех желающих, включая Дагласа, Лэнса Шторма, Джона Кронуса, Эла Сноу, Джерри Линна и Криса Кандидо. В конце 1997 года Тэз начал враждовать с «Тройной угрозой», а также с Сабу и Ван Дамом, иногда объединяясь с Томми Дримером. На шоу November to Remember он бросил вызов чемпиону мира в тяжелом весе Бам Баму Бигелоу. В конце концов они встретились, после того как Бигелоу выступил против Тэза в матче против Шейна Дагласа и Криса Кандидо. В итоге Тэз проиграл титул Бам Бам Бигелоу на Living Dangerously 1 марта 1998 года.

#### Чемпион мира в тяжелом весе и уход (1998—1999)
После того как Тэз проиграл титул телевизионного чемпиона мира ECW, он стал претендовать на титул чемпиона мира ECW в тяжелом весе. В мае 1998 года, когда Шейн Даглас получил травму и не мог выступать, Тэз получил старый пояс телевизионного чемпиона мира, окрашенный в оранжевый цвет (его фирменный цвет) и начал выступать с промо-роликами, объявив себя чемпионом FTW в тяжелом весе на It Ain’t Seinfeld. Хотя по сюжету титул был несанкционированным, его защищали на шоу ECW, пока Даглас не поправился. Незадолго до завоевания титула чемпиона мира в тяжелом весе Тэз «отдал» титул чемпиона FTW в тяжелом весе давнему врагу Сабу в матче, где он физически затащил Сабу на себя, чтобы тот смог сделать удержание.
Тэз наконец-то победил Шейна Дагласа и завоевал титул чемпиона мира ECW в тяжелом весе на Guilty as Charged, завершив тем самым годичное чемпионство Дагласа. Тэз должен был защищать титул против Криса Кандидо в своей первой телевизионной защите титула на House Party, но Даглас напал на Кандидо перед матчем и занял его место. Тэз победил и сохранил титул в своей первой успешной защите титула. После этого он начал вражду с Сабу за титул чемпиона мира в тяжелом весе Тэза и титул чемпиона FTW в тяжелом весе Сабу. Соперничество вылилось в матч за объединение титулов на Living Dangerously, где Тэз победил Сабу и объединил титулы. Свое следующее соперничество он начал с Крисом Кандидо, которого он победил, чтобы сохранить титул на CyberSlam. Между ними был назначен матч-реванш на Hardcore Heaven, который Тэз быстро выиграл. Однако после матча на него напали «Братья Дадли», что привело к защите титула против Бах Бах Рэя Дадли в главном событии вечера, который Тэз выиграл и сохранил титул. Затем Тэз успешно защитил титул против Кандидо в эпизоде Hardcore TV от 4 июня, положив конец соперничеству.
Тэз провел свою следующую успешную защиту титула против Спайка Дадли в матче с удержаниями где угодно на эпизоде Hardcore TV 25 июня. Он начал враждовать с членами новой восходящей группировки Стива Корино, в первую очередь с Йосихиро Тадзири. Тэз успешно защитил титул чемпиона мира в тяжелом весе против Тадзири на шоу Hostile City Showdown, на PPV Heat Wave и на эпизоде ECW on TNN от 3 сентября. В это время Тэз подписал контракт с World Wrestling Federation, после чего потерял титул чемпиона ECW, став первым, кого устранили в трехстороннем матче с Майком Осомом и Масато Танака на Anarchy Rulz. На этом его восьмимесячное чемпионство закончилось, продлившись 252 дня. Когда он уходил с ринга, большая часть раздевалки ECW присоединилась к нему на входной рампе, чтобы устроить ему эмоциональные проводы. После того, как Тэз не появлялся на телевидении ECW большую часть осени, он провёл последний матч в качестве сотрудника ECW на November to Remember, проиграв Робу Ван Даму. Последний телевизионный матч Тэза в ECW состоялся 13 ноября в эпизоде Hardcore TV, в котором он получил матч-реванш с Майком Осомом за звание чемпиона мира в тяжелом весе, который он проиграл. В фильме «Взлёт и падение ECW» Тэз сказал, что он подписал контракт с WWF, потому что был на вершине компании и потерял страсть.

### World Wrestling Federation/Entertainment (2000—2009)
Его карьера в World Wrestling Federation/Entertainment (WWF/E) завершилась из-за травм в начале 2002 года, после чего он до 2009 года работал комментатором.

### Total Nonstop Action Wrestling (2009—2015)
Спустя два месяца по истечении контракта перешёл в Total Nonstop Action Wrestling (ныне Impact Wrestling), где дебютировал под оригинальным псевдонимом Тэз (англ. Taz), сменив Дона Веста за комментаторским столом.

### All Elite Wrestling (2019 — н. в.)
Дебютировал в All Elite Wrestling 12 октября 2019 года. На шоу Fyter Fest (2020) Тэз, владеющий правами на титул чемпиона FTW, восстановил этот титул и наградил им Брайана Кейджа. В 2020 году признан лучшим не-рестлером по версии издания Wrestling Observer Newsletter.

## Тренер
Сенерчиа является тренером многих известных рестлеров. Среди них — Кристофер Четти, Кристофер Новински, Краш Холли, Дэнни Деринга, Джош Мэтьюз, Мэйвен Хаффман, Майкл Деполи, Мэтт Хизон, Тейлор Матени и другие.

## Личная жизнь

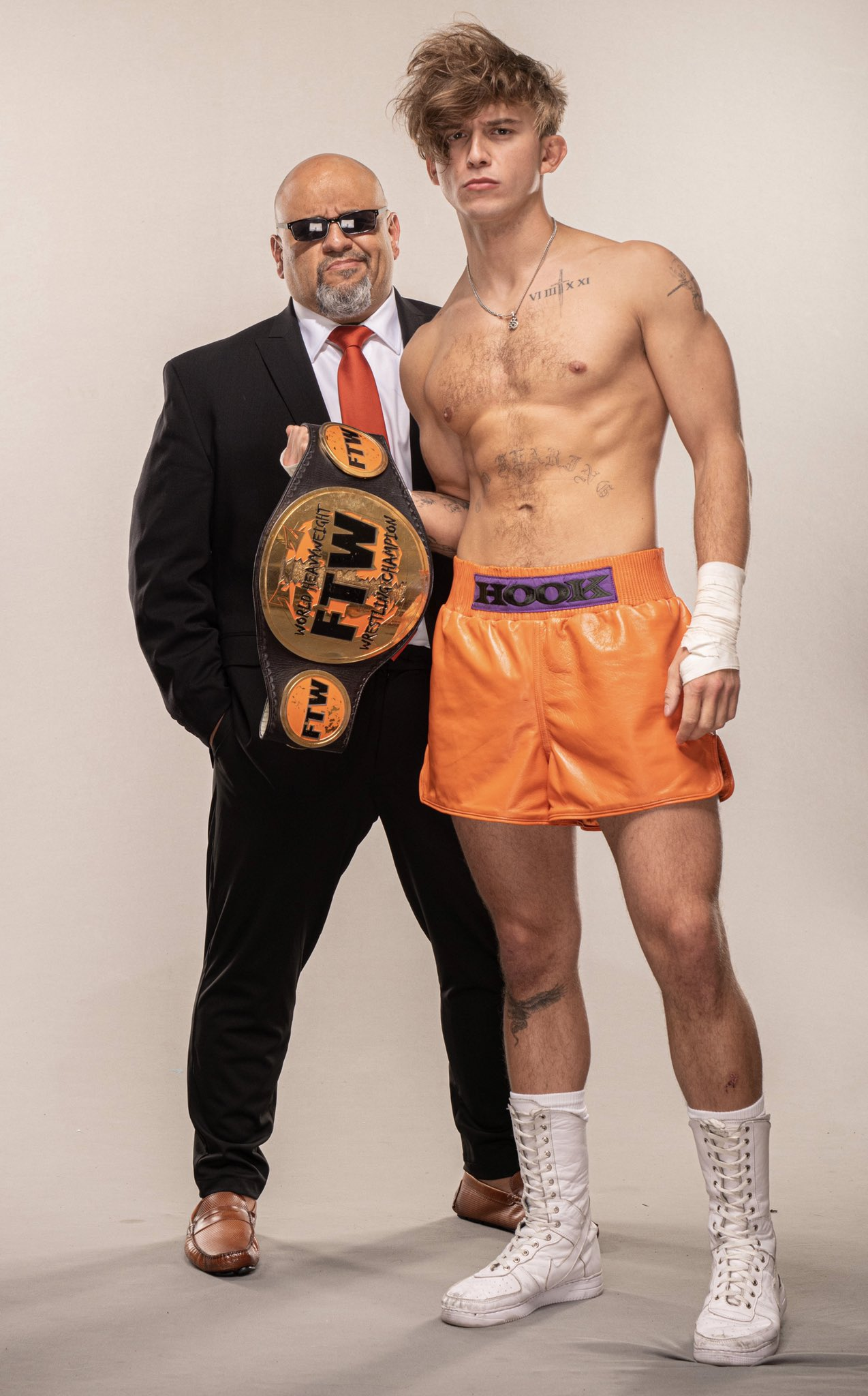
Тэз со своим сыном Тайлером, который в настоящее время выступает под именем Хук в All Elite Wrestling (AEW)

Сенерчиа имеет итальянское происхождение. Он женился на Терезе Смит, и у них есть один сын, Тайлер (род. 4 мая 1999 года), который тренируется с Коди Роудсом, чтобы стать рестлером. Тайлер уже несколько раз выступал в AEW в составе группировки своего отца под именем Хук.

## Титулы и достижения
- Century Wrestling Alliance
  - Чемпион CWA в полутяжёлом весе (1 раз)[17][18]
- Eastern/Extreme Championship Wrestling
  - Чемпион мира ECW в тяжёлом весе (2 раза)[19]
  - Чемпион FTW в тяжёлом весе (2 раза, первый в истории)[10]
  - Телевизонный чемпион мира ECW (2 раза)[4]
  - Командный чемпион мира ECW (3 раза) — с Кевином Салливаном (2) и Сабу (1)[20]
  - Третий чемпион Тройной короны ECW
- International World Class Championship Wrestling
  - Чемпион IWCCW в полутяжёлом весе (1 раз)[21]
- Pro Wrestling Illustrated
  - № 10 в топ 500 рестлеров в рейтинге PWI 500 в 1999[22]
- World Wrestling Federation
  - Хардкорный чемпион WWF (3 раза)²[23]
  - Командный чемпион WWF (1 раз) — со Спайком Дадли[24]
- Wrestling Observer Newsletter
  - Худший образ (2013) «Тузы и восьмерки»[25]
  - Худший телевизионный комментатор (2013)[26]
  - Лучший не-рестлер (2020)
- Victory Championship Wrestling
  - Зал славы VCW (2018)